# Małgorzata Galińska-Tomaszewska
Małgorzata Galińska-Tomaszewska (ur. w Warszawie) – polska dyplomatka, w latach 2011–2014 ambasador w Republice Kuby.

## Życiorys
Studiowała na Wydział Neofilologii Uniwersytetu Warszawskiego ze specjalizacją ogólną w zakresie języka francuskiego i hiszpańskiego, a następnie na Wydziale Lingwistyki Stosowanej, ze specjalizacją w zakresie języka hiszpańskiego. Ukończyła również Podyplomowe Studium Służby Zagranicznej Polskiego Instytutu Spraw Międzynarodowych.
Po studiach podjęła pracę na UW w Katedrze Iberystyki, prowadząc nauczanie z zakresu historii języka hiszpańskiego i gramatyki historycznej. W 1975 rozpoczęła pracę w Ministerstwie Spraw Zagranicznych. Pracowała w Departamencie Ameryki Północnej i Południowej, zajmując się problematyką Kuby, Ameryki Środkowej i Meksyku. W 1988 została I sekretarz ambasady RP w Budapeszcie oraz wicedyrektorką Instytutu Kultury w Budapeszcie. Po powrocie do kraju została skierowana na stanowisku radcy-ministra do pracy w Departamencie Ameryki Północnej i Południowej, obejmując problematykę Ameryki Środkowej. W 1995 wyjechała na placówkę do Limie, gdzie pracowała w pionach politycznym oraz konsularnym. Po powrocie z Peru pracowała w Protokole Dyplomatycznym MSZ w randze I radcy, pełniąc funkcję naczelniczki wydziału wizyt oficjalnych. W 2004 została skierowana na placówkę w Meksyku, gdzie jako I radca kierowała wydziałem konsularnym. Po powrocie z placówki została skierowana do Departamentu Konsularnego i Polonii. W 2008 w randze charge d’affaires likwidowała ambasadę w Montevideo. Od 2011 do 30 września 2014 była ambasadorem RP na Kubie. Listy uwierzytelniające złożyła na ręce wiceprezydent Kuby Gladys Maríi Bejerano Portela 1 kwietnia 2011.
W 2003 została odznaczona Krzyżem Kawalerskim I Klasy norweskiego Orderu Zasługi.
Zna biegle język hiszpański, francuski i portugalski. Jej mąż, Wojciech Tomaszewski, był ambasadorem w Peru i Meksyku.